# Zielona Góra

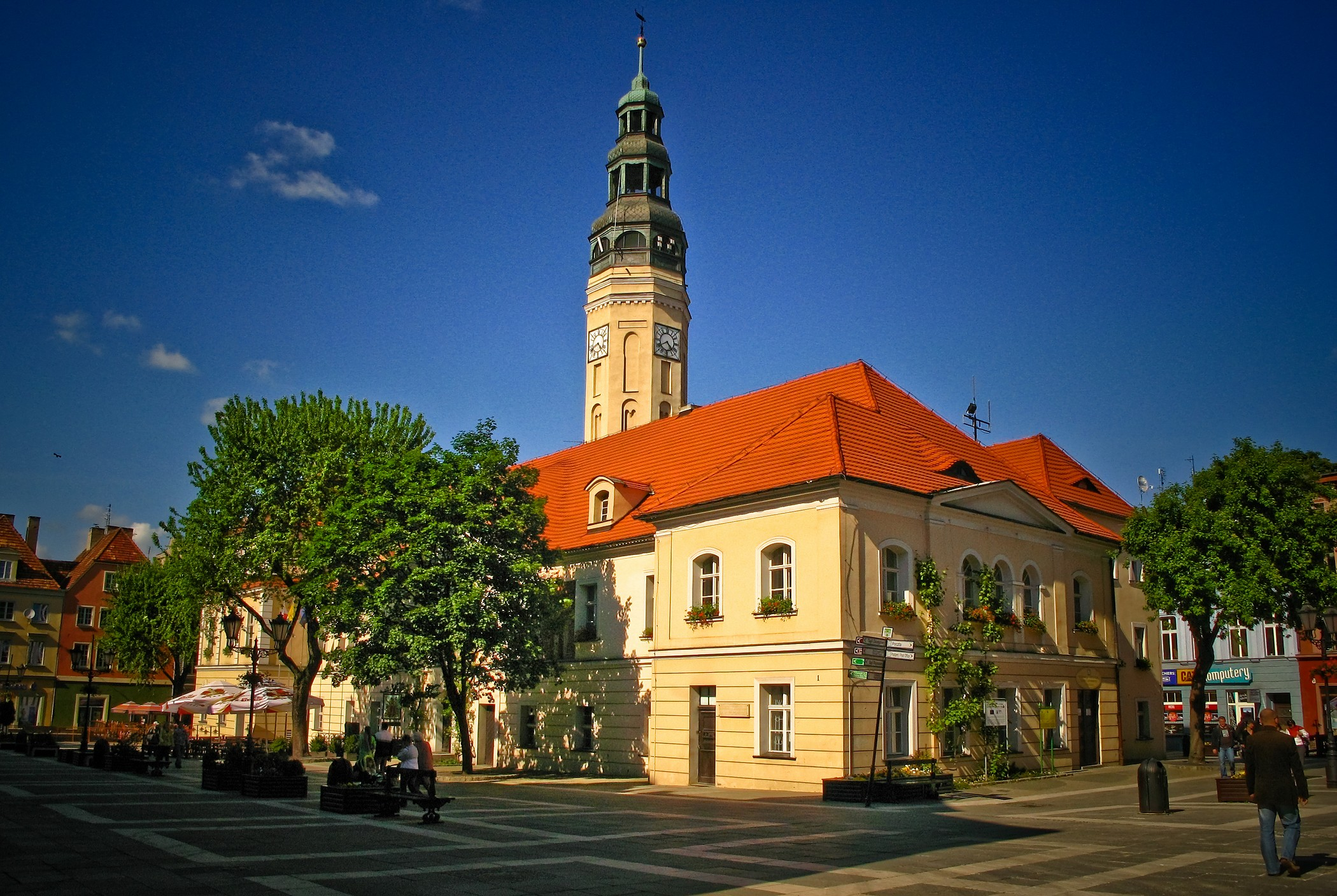
Városháza

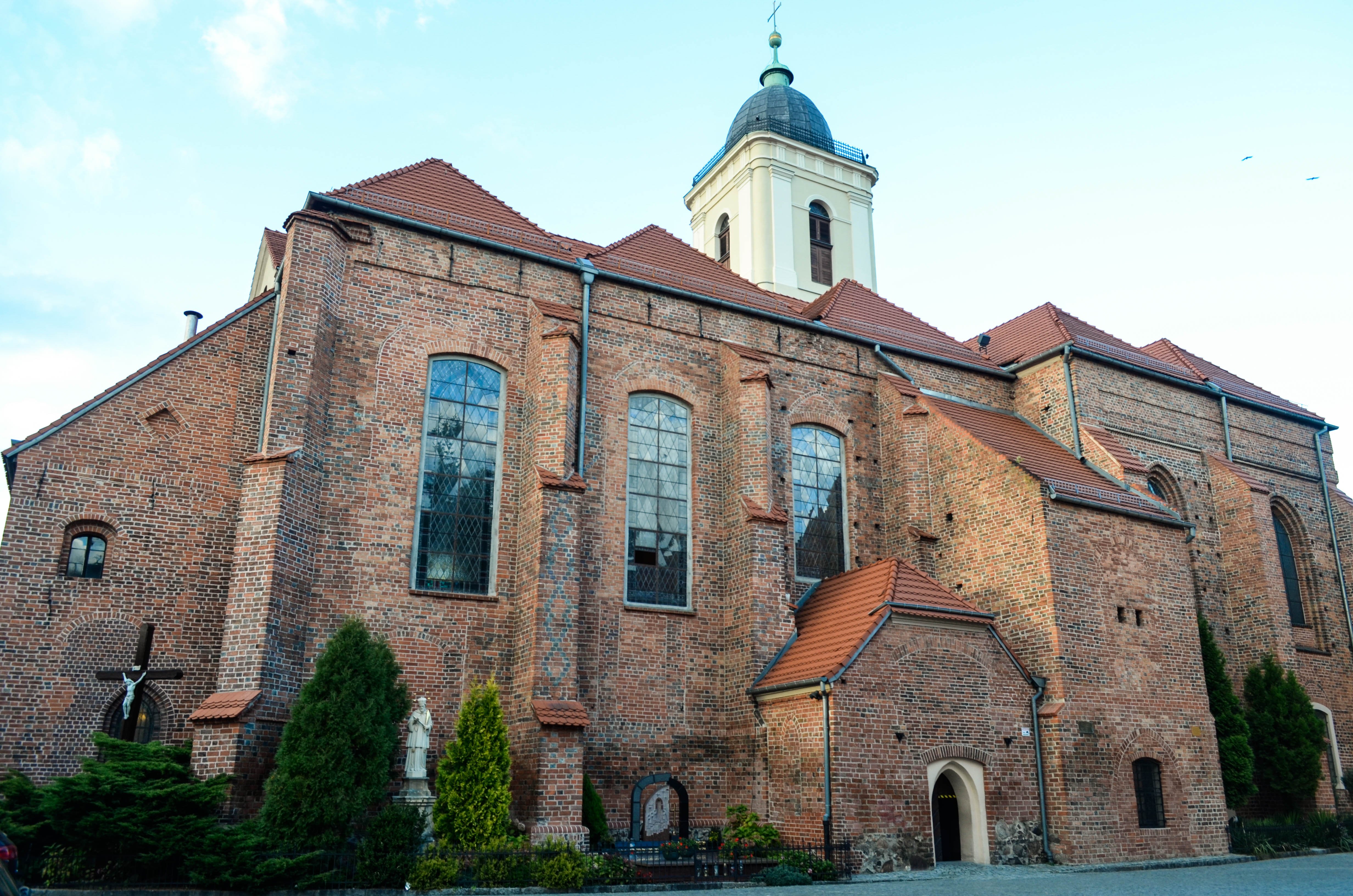
Szent Hedvig katedrális

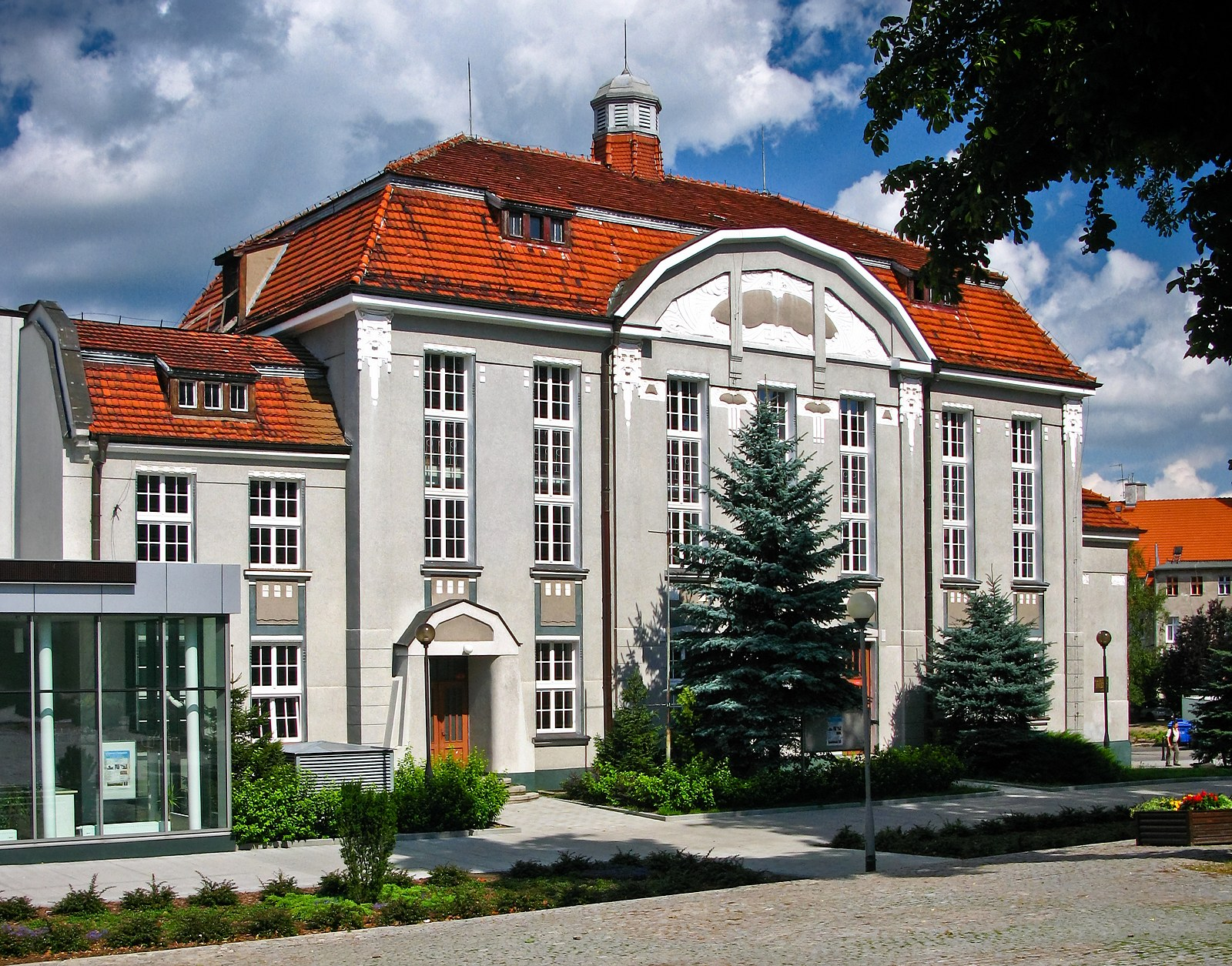
Filharmonia Zielonogórska

Várostérkép

Zielona Góra (kiejtéseⓘ, IPA: [ʑɛ'lɔna,gura]; német neve Grünberg ['gry:nbɛrk]) nyugat-lengyelországi járási jogú város; a Lubusi vajdaság, valamint a zielona górai járás székhelye. A lengyelek Zielona Górát a borral párosítják, már 1314-ben megemlítették pincéit, 1852 óta évente színpompás szüreteket tartanak.

## Története
Városként Nyugat-Európából, főleg Flandriából és Németországból érkezett telepesek alapították, akik az új várost úgy nevezték el, mint ahogy a korábban már itt állott lengyel falut hívták: Zielona Góra. Városi jogokat 1323-ban kapott.
A város történelme egész ideje alatt szorosan kapcsolódott Alsó-Sziléziához. Hosszú ideig a Głogówi Hercegséghez tartozott, majd később, miután azt feldarabolták, a żagańihoz. A 13. századtól fokozatosan elveszti lengyel jellegét. Egész Alsó-Sziléziával együtt először cseh, majd német fennhatóság alá kerül.
A városnak védelmi fala és fellegvára volt, amely valószínűleg fából épült, mivel eddig semmi maradványa nem került elő. Feltehetőleg csekély stratégiai jelentősége volt, és végül az ide látogató Luxemburgi János parancsára lerombolták.
17. és 18. századi utalásokból tudjuk, hogy a környék lakosságának még továbbra is lengyel hangzású neve volt és csak egy részük állt új telepesekből. A második világháború előtt mintegy 25 000 fő lakott a városban. A háború után lengyel fennhatóság alá került, először a poznańi vajdaság része lett, újratelepítése az 1970-es évekig tartott, és főleg keletről áttelepültek és nagy-lengyelországiak népesítették be.
Gyakorlatilag nem sérült meg a háború alatt, az akkori plébános, Georg Gottwald a közeledő Vörös Hadsereg elé ment és értesítette őket, hogy a város nem fog ellenállni. 1950-ben a hatóságok elhatározták, hogy új vajdaságot alapítanak Zielona Góra székhellyel.
Ettől kezdődik a város legszebb korszaka, mely kulturális, turisztikai, egyetemi és ipari központtá nőtte ki magát. Az 1960-as évek elején alapították a Wyższa Szkoła Inżynierskát (Mérnöki Főiskolát). A Studium Nauczycielski (Tanítóképző) bázisán létesült a Wyższa Szkoła Pedagogiczna (Pedagógiai Főiskola). Jelenleg a két főiskola Uniwersytet Zielonogórski néven egyesült egyetemmé. Az állami főiskolákon és egyetemeken összesen 25 000 hallgató tanul. A város élénk sportközpont is.

## Műemlékek
- Késő gótikus templom – jelenleg Szent Hedvig katedrális (1372), újjáépítve az 1420. évi tűzvész után.
- Wieża Łazienna (Fürdő torony) a 15. századból. Nevét az egykor közelében volt városi fürdőről kapta. Feladata volt a város négy kapujából az egyiknek, az ún. Éhség-kapunak védelme, de néha börtönként is szolgált. A régi börtönnel együtt, ahol jelenleg a Püspöki hivatal van, ez az egyetlen hely a városban, ahol a városfalak maradványai láthatók.
- Városháza (15. század)
- Częstochowai Szűz Mária temploma (1746-1748)
- Legszentebb Szűz Mária temploma, vagy szőlőskerti kápolna. Épült a 14. század elején az 1314. évi járvány túlélőinek alapítványából.
- Fogadalmi kápolna a mai pomerániai lakótelepen. 1784-ben építették annak emlékére, hogy 100 évvel korábban a város lakosságának háromnegyede járványban halt meg.
- A korábbi katolikus iskola (1651)
- A régi fogatolt posta épülete

## Borászat
Zielona Góra egyike a régió kevés vidékeinek, ahol a klíma elég enyhe a szőlőtermeléshez és a borkészítéshez. (Lengyelország másik városa ahol szőlő terem: Warka Mazóviában.) Az első borpincék Zielona Góra környékén 1314-ben létesültek. A közeli Paradyż kolostorban a szerzetesek már 1250-től készítettek bort. A szőlőtermesztés virágkorában a szőlőskertek számát 4000-re becsülték, magában Zielona Górában pedig 2500-ra. A leghíresebb bor neve "Monte Verde" volt. A szocializmus alatt a termelést visszafogták, de 1990-től újra felfejlesztették. Mindazonáltal ma már nem készítenek bort itt (az utolsó palackozó az 1990-es évek elején bezárt).

## Oktatás
Zielona Góra fontos egyetemi központ a térségben. A Pedagógiai Főiskola (WSP) és a Műegyetem egyesüléséből nemrég alakult az Uniwersytet Zielonogórski (Zielona Górai Egyetem). A városban működik az Instytut Filozoficzno-Teologiczny im. Edyty Stein, mely a későbbiekben az Uniwersytet Szczeciński (Szczecini Egyetem) Teológiai Karának helyi szekciója lesz. Jelenleg a zielona górai főiskolákon mintegy 25 000 hallgató tanul.
- Uniwersytet Zielonogórski Strona internetowa uczelni
- Uniwersytet Szczeciński – Instytut Filozoficzno-Teologiczny im. Edyty Stein w Zielonej Górze honlapja
- Akademia Medyczna we Wrocławiu – Międzywydziałowy Ośrodek Dydaktyczny w Zielonej Górze honlapja
- Zachodnia Wyższa Szkoła Handlu i Finansów Międzynarodowych honlapja

## Külső hivatkozások
- A város honlapja
- Lubuszi színház
- Muzeum Ziemi Lubuskiej (Lubuszi Múzeum)
- Muzeum Etnograficzne (Néprajzi Múzeum)
- Wojewódzka i Miejska Biblioteka Publiczna
- Biuro Wystaw Artystycznych
- Studia Zielonogórskie
- ZielGora.pl – Zielonogórski Portal Internetowy
- Internetowa Zielona Góra – Portal regionalny miasta
- Google műholdkép
- Várostérkép